# Champions olympiques roumains
 (juillet 2024).
Cet article présente la liste des sportifs et sportives roumains (par sport et par chronologie) médaillés d'or lors des Jeux olympiques d'été et d'hiver, à titre individuel ou par équipes, de 1900 à 2024.

## Statistiques

### Résultats globaux
La Roumanie n'a jamais remporté de médaille d'or aux Jeux olympiques d'hiver.

### Records
La Roumanie compte treize athlètes ayant remporté au moins trois médailles d'or, dont trois quintuples championnes olympiques (Nadia Comăneci, Georgeta Damian et Elisabeta Lipă), quatre quadruples champions et six triples championnes.
| Titres | Nom               | Sport       | Jeux                   |
| ------ | ----------------- | ----------- | ---------------------- |
| 5      | Georgeta Damian   | Aviron      | 2000, 2004, 2008       |
| 5      | Elisabeta Lipă    | Aviron      | 1984, 1992, 2000, 2004 |
| 5      | Nadia Comăneci    | Gymnastique | 1976, 1980             |
| 4      | Doina Ignat       | Aviron      | 1996, 2000, 2004       |
| 4      | Viorica Susanu    | Aviron      | 2000, 2004, 2008       |
| 4      | Ivan Patzaichin   | Canoë-kayak | 1968, 1972, 1980, 1984 |
| 4      | Ecaterina Szabó   | Gymnastique | 1984                   |
| 3      | Constanța Burcică | Aviron      | 1996, 2000, 2004       |
| 3      | Liliana Gafencu   | Aviron      | 1996, 2000, 2004       |
| 3      | Elena Georgescu   | Aviron      | 1996, 2000, 2004       |
| 3      | Simona Amânar     | Gymnastique | 1996, 2000             |
| 3      | Cătălina Ponor    | Gymnastique | 2004                   |
| 3      | Daniela Silivaș   | Gymnastique | 1988                   |

## Jeux olympiques d'été

### Athlétisme
| Nom                     | Discipline(s)     | Année(s)   |
| ----------------------- | ----------------- | ---------- |
| Iolanda Balaș           | Saut en hauteur   | 1960, 1964 |
| Mihaela Peneș           | Lancer du javelot | 1964       |
| Lia Manoliu             | Lancer du disque  | 1968       |
| Viorica Viscopoleanu    | Saut en longueur  | 1968       |
| Doina Melinte           | 800 mètres        | 1984       |
| Maricica Puică          | 3 000 mètres      | 1984       |
| Anișoara Cușmir-Stanciu | Saut en longueur  | 1984       |
| Paula Ivan              | 1 500 mètres      | 1988       |
| Gabriela Szabó          | 5 000 mètres      | 2000       |
| Constantina Tomescu     | Marathon          | 2008       |

### Aviron
| Nom                                                                       | Discipline(s)                  | Année(s)                       |
| ------------------------------------------------------------------------- | ------------------------------ | ------------------------------ |
| Sanda Toma                                                                | Skiff                          | 1980                           |
| Elisabeta Lipă                                                            | Deux de couple Skiff Huit      | 1984 · 1992 · 1996, 2000, 2004 |
| Marioara Popescu                                                          | Deux de couple Huit            | 1984 · 1996                    |
| Rodica Arba-Pușcatu                                                       | Deux sans barreur              | 1984, 1988                     |
| Elena Oprea-Horvat                                                        | Deux sans barreur              | 1984                           |
| Olga Homeghi-Bularda                                                      | Quatre barré Deux sans barreur | 1984 · 1988                    |
| Chira Apostol Maria Fricioiu Viorica Ioja Florica Lavric                  | Quatre barré                   | 1984                           |
| Ioana Badea Sofia Corban Ecaterina Oancia Anișoara Sorohan Maricica Țăran | Quatre de couple               | 1984                           |
| Valeria Răcilă                                                            | Skiff                          | 1984                           |
| Constanța Burcică                                                         | Deux de couple poids légers    | 1996, 2000, 2004               |
| Camelia Macoviciuc-Mihalcea                                               | Deux de couple poids légers    | 1996                           |
| Doina Ignat                                                               | Huit Deux sans barreur         | 1996, 2000, 2004 · 2000        |
| Liliana Gafencu Elena Georgescu                                           | Huit                           | 1996, 2000, 2004               |
| Veronica Cogeanu Ioana Olteanu                                            | Huit                           | 1996, 2000                     |
| Doina Spîrcu Anca Tănase                                                  | Huit                           | 1996                           |
| Angela Alupei                                                             | Deux de couple poids légers    | 2000, 2004                     |
| Georgeta Damian                                                           | Deux sans barreur Huit         | 2000, 2004, 2008 · 2000, 2004  |
| Viorica Susanu                                                            | Huit Deux sans barreur         | 2000, 2004 · 2004, 2008        |
| Maria Magdalena Dumitrache                                                | Huit                           | 2000                           |
| Aurica Bărăscu Ioana Papuc Rodica Șerban                                  | Huit                           | 2004                           |
| Nicoleta-Ancuța Bodnar Simona Radiș                                       | Deux de couple                 | 2020                           |

### Boxe
| Nom           | Discipline(s)         | Année(s) |
| ------------- | --------------------- | -------- |
| Nicolae Linca | Poids welters (67 kg) | 1956     |

### Canoë-kayak
| Nom                                                                      | Discipline(s)          | Année(s)                |
| ------------------------------------------------------------------------ | ---------------------- | ----------------------- |
| Leon Rotman                                                              | C1 1 000 m C1 10 000 m | 1956 · 1956             |
| Alexe Dumitru Simion Ismailciuc                                          | C2 1 000 m             | 1956                    |
| Ivan Patzaichin                                                          | C2 1 000 m C1 1 000 m  | 1968, 1980, 1984 · 1972 |
| Serghei Covaliov                                                         | C2 1 000 m             | 1968                    |
| Vasile Dîba                                                              | K1 500 m               | 1976                    |
| Toma Simionov                                                            | C2 1 000 m             | 1980, 1984              |
| Agafia Constantin Tecla Marinescu Nastasia Nichitov-Ionescu Maria Ștefan | K4 500 m               | 1984                    |
| Florin Popescu Mitică Pricop                                             | C2 1 000 m             | 2000                    |

### Escrime
| Nom                                                       | Discipline(s)    | Année(s) |
| --------------------------------------------------------- | ---------------- | -------- |
| Ion Drîmbă                                                | Fleuret          | 1968     |
| Laura Badea                                               | Fleuret          | 1996     |
| Mihai Covaliu                                             | Sabre            | 2000     |
| Loredana Dinu Simona Gherman Simona Pop Ana Maria Popescu | Épée par équipes | 2016     |

### Gymnastique
| Nom                                                                          | Discipline(s)                                  | Année(s)                        |
| ---------------------------------------------------------------------------- | ---------------------------------------------- | ------------------------------- |
| Nadia Comăneci                                                               | Barres asymétriques Complet Poutre Sol         | 1976 · 1976 · 1976, 1980 · 1980 |
| Simona Păucă                                                                 | Poutre Complet, par équipes                    | 1984 · 1984                     |
| Ecaterina Szabó                                                              | Poutre Saut de cheval Sol Complet, par équipes | 1984 · 1984 · 1984 · 1984       |
| Lavinia Agache Laura Cutina Cristina Grigoraș Mihaela Stănuleț               | Complet, par équipes                           | 1984                            |
| Daniela Silivaș                                                              | Barres asymétriques Poutre Sol                 | 1988 · 1988 · 1988              |
| Lavinia Miloșovici                                                           | Saut de cheval Sol                             | 1992 · 1992                     |
| Simona Amânar                                                                | Saut de cheval Complet Complet, par équipes    | 1996 · 2000 · 2000              |
| Marius Urzică                                                                | Cheval d'arçons                                | 2000                            |
| Andreea Răducan Loredana Boboc Andreea Isărescu Maria Olaru Claudia Presăcan | Complet, par équipes                           | 2000                            |
| Cătălina Ponor                                                               | Poutre Sol Complet, par équipes                | 2004 · 2004 · 2004              |
| Monica Roșu                                                                  | Saut de cheval Complet, par équipes            | 2004 · 2004                     |
| Oana Ban Alexandra Eremia Nicoleta Daniela Sofronie Silvia Stroescu          | Complet, par équipes                           | 2004                            |
| Sandra Izbașa                                                                | Sol Saut de cheval                             | 2008 · 2012                     |

### Haltérophilie
| Nom           | Discipline(s)               | Année(s) |
| ------------- | --------------------------- | -------- |
| Petre Becheru | Poids mi-lourds (82,5 kg)   | 1984     |
| Nicu Vlad     | Poids lourds moyens (90 kg) | 1984     |

### Judo
| Nom                     | Discipline(s)         | Année(s) |
| ----------------------- | --------------------- | -------- |
| Alina Alexandra Dumitru | Super-légers (-48 kg) | 2008     |

### Lutte
| Nom                | Discipline(s)                                 | Année(s) |
| ------------------ | --------------------------------------------- | -------- |
| Dumitru Pârvulescu | Lutte gréco-romaine (poids mouches, 52 kg)    | 1960     |
| Gheorghe Berceanu  | Lutte gréco-romaine (poids mi-mouches, 48 kg) | 1972     |
| Nicolae Martinescu | Lutte gréco-romaine (poids lourds, 100 kg)    | 1972     |
| Ștefan Rusu        | Lutte gréco-romaine (poids légers, 68 kg)     | 1980     |
| Ion Draica         | Lutte gréco-romaine (poids moyens, 82 kg)     | 1984     |
| Vasile Andrei      | Lutte gréco-romaine (poids lourds, 100 kg)    | 1984     |
| Vasile Pușcașu     | Lutte libre (poids lourds, 100 kg)            | 1988     |

### Natation
| Nom            | Discipline(s)                 | Année(s)    |
| -------------- | ----------------------------- | ----------- |
| Diana Mocanu   | 100 mètres dos 200 mètres dos | 2000 · 2000 |
| Camelia Potec  | 200 mètres nage libre         | 2004        |
| David Popovici | 200 mètres nage libre         | 2024        |

### Tir
| Nom                    | Discipline(s)                | Année(s) |
| ---------------------- | ---------------------------- | -------- |
| Iosif Sîrbu            | Carabine à 50 m couché       | 1952     |
| Ștefan Petrescu        | Pistolet à 25 m tir rapide   | 1956     |
| Ion Dumitrescu         | Trap                         | 1960     |
| Corneliu Ion           | Pistolet à 25 m tir rapide   | 1980     |
| Sorin Babii            | Pistolet à 50 m libre        | 1988     |
| Alin George Moldoveanu | Carabine à 10 m air comprimé | 2012     |